# Муртинци
Му̀ртинци е село в Западна България. То се намира в община Брезник, област Перник.

## География
Село Муртинци се намира в планински район.

## История
Името на село Муртинци е разчетено като Муртинче в съкратен регистър на Пиротския кадилък - османски документ от 1530 г. Принадлежало е към каза Шехир кьой и данъчно зависими са регистрирани 25 домакинства, 4 неженени и 1 вдовица.